# Selacofobia
La selacofobia es el miedo irracional a los tiburones.

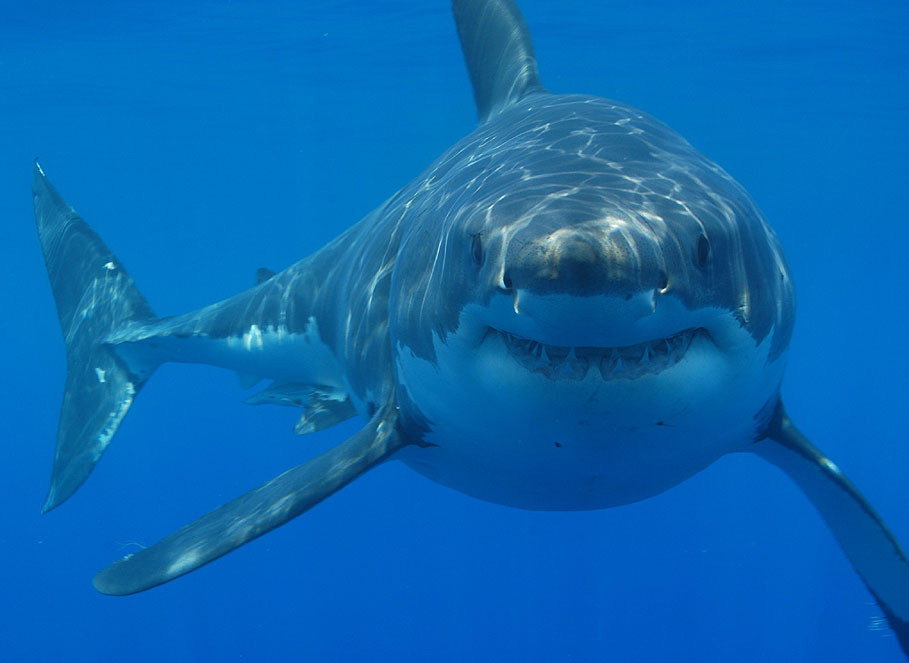
Tiburón blanco.

Esta fobia forma parte de la rama de la ictiofobia, que es el miedo a los peces, que a su vez forma parte de la zoofobia, el miedo a los animales. La padecen principalmente los nadadores, personas en contacto con el mar, o quienes han sido influenciados con el concepto de que el tiburón es una criatura come hombres. En casos severos basta la imagen de un tiburón, ya sea en fotografía o video, para provocarles un ataque de pánico. Hay casos en los que las personas que padecen de esta fobia incluso se niegan a tocar el agua en general, ya sea nadar en una piscina, reposar en un jacuzzi o tina de baño, aún y cuando se encuentran ubicadas lejos del océano.
Esta fobia se intensificó al tiempo del estreno de la película Tiburón. Muchos psicólogos atribuyen la fobia a los tiburones específicamente a dicha película. La cinta no sólo produjo el pánico a las personas sino que también ocasionó una gran matanza de tiburones en todo el mundo. Esto contribuyó a que la población del tiburón blanco descendiera considerablemente a nivel mundial, poniendo a la especie en peligro.

## Tratamiento
La selacofobia puede ser tratada con hipnoterapia, terapia conductual y medicación.